# Ибар
Ибар је река у источном делу Црне Горе и југозападном делу Србије, укупне дужине 272 km. Ибар је десна притока Западне Мораве. Извире на северној страни планине Хајла, а у Западну Мораву се улива код Краљева. Површина слива износи 13.059 km². Припада Црноморском сливу. Просечан проток на ушћу износи 110 m³/s што показује да река није пловна. Важније притоке Ибра су: Рашка и Студеница са леве, а Гокчаница, Ситница, Јошаница и Рибница са десне стране. Већа насеља кроз која Ибар протиче су: Рожаје, Рибариће, Зубин Поток, Косовска Митровица, Звечан, Лепосавић, Лешак, Рашка, Баљевац, Ушће, Богутовац, Матарушка Бања и Краљево.
На реци Ибар налази се 10 хидроелектрана. Преграђивањем реке настало је језеро Газиводе. Ибар је познат по многим брзацима и буковима. Ибарску долину одликују и друга природна богатства, као што су рудници каменог угља (рудници Ушће и Јарандо), магнезита (рудник Бела Стена), копаонички рудници олова, цинка и сребра.

## Етимологија
Постоји више тумачења о томе како је река добила име. Професор Нико Зупанчић сматра да је река добила име од баскијске речи за реку (баск. i-ba/r/i), слично као и река Ебро у Шпанији. Са друге стране, реч „Ибар” подсећа на антички грчки назив за реку Марицу (Hßcoq → Hiberus, Iberus), док Ејуп Мушовић тврди да име потиче од албанске речи shkumbon, што значи „бео”.

## Горњи ток
Извире јаким врелом испод планине Хајла у источној Црној Гори, 10 km узводно од Рожаја. Тече источно кроз Ибарац, Рожаје, Радетину и Баћ. Код села Шпиљани улази у Србију.

## Средњи ток
У правцу југа пролази кроз Газиводе, Зубин Поток, Угљаре, Зупче и Шипоље до Косовске Митровице. На 24 km узводно од Косовске Митровице на Ибру је изграђена брана висине 110 m, која је направила вештачко језеро Газиводе. У Косовској Митровици се у Ибар улива река Ситница, и одатле се Ибар окреће на север. Одатле Ибар иде углавном уским клисурама са изузетком нешто ширих котлина у околини Звечана, Лепосавића, Рашке и Баљевца. Посебан доживљај представља сплаварење Ибром од Лепосавића из села Горње Јариње до Рашке под називом Спуст Без Граница који окупља младе и љубитеље Ибра и Ибарске долине. Средњи ток Ибра може се посматрати као подкопаоничко подручје јер Ибар управо пролази у подножју туристичког центра Копаоник, који је од Ибра удаљен 20 минута вожње.
Ту је Ибар ископао природни пут између Косовске низије и остатка Србије. Ибарском долином пролази железничка пруга као и магистрала, која је по овој реци и добила име.

## Доњи ток
Ка северу пролази поред Рашке, Брвеника, Беле Стене, Баљевца, Ушћа, Богутовца, Матарушке Бање, Жиче и Краљева, и ту се улива у Западну Мораву.
Некада се нарочито на овом делу реке сплаварило, превожена посечена дебла, па и стока, док нису изграђени друм и железничка пруга.

## Галерија
- Споменик српским ратницима који се налази на литици изнад Ибра
- Врело Ибра
- Ибар у општини Рашка
- Ибар у општини Рашка
- Ибар у општини Рашка
- Ибар у општини Рашка
- Мост на Ибру у Матарушкој Бањи
- Обала Ибра у Матарушкој Бањи
- Сплаварење Ибром Спуст Без Граница од Лепосавића до Рашке
- Ибар надомак Краљева
- Ибар и Маглич
- Поглед на Ибар са Маглича
- Ибар у Краљеву
- Ибарски кеј у Краљеву 2022.г.
- "Мост Миломира Главчића" у Краљеву преко Ибра.